# ウルヴァリン・アンド・ジ・X-メン
『ウルヴァリン・アンド・ジ・X-メン』（Wolverine and the X-Men）は、テレビアニメのシリーズである。『X-メン』のキャラクターのアニメ化は『プライド・オブ・ジ・エックスメン』、『X-メン』、『X-メン:エボリューション』に続いて4度目である。今作は過去のシリーズのスピンオフではない。

## プロット

### シーズン1
物語はマンションの爆発から始まり、明らかにテレパスであるプロフェッサーXとジーン・グレイを標的にした攻撃により二人は行方不明になる。X-メンは解散し、サイクロップスは鬱病に苛まれることになる。一年後MRD（Mutant Response Division）はミュータントの拘束を開始、それを期にウルヴァリンとビーストはX−メンを呼び戻す。アイスマン、シャドウキャット、フォージがチームに戻って来た。その一方、ローグはブラザーフットに入ってしまう。エックスマンションはエンジェルの支援によって再建された。エマ・フロストの協力により、昏睡状態のチャールズは現在ジェノーシャでマグニートーの保護下にいることを突き止める。それを聞いたサイクロップスはチームに帰還し、X-メンはジェノーシャにプロフェッサーXを探しにいく。プロフェッサーXはX-メンに20年後の未来からテレパシーで交信し人類とミュータントの戦争で世界がセンチネルに支配されてしまう未来を見せ、それを避けるためにウルヴァリンをチームリーダーに指名する。

### シーズン2（制作中止）
シーズン1のスタッフが続投するシーズン2の制作が予定されており、エピソードは26話以上になりエイジ・オブ・アポカリプスに焦点を当てる展開になるとされていたが、2010年のC2E2のマーベルのパネルディスカッションにおいてシーズン2はキャンセルになったことがマーベルの関係者から伝えられた。

## キャラクター

### X-メン
| - エンジェル - ビースト - コロッサス - サイクロップス - エマ・フロスト | - フォージ - アイスマン - ジーン・グレイ - ナイトクローラー - プロフェッサーX | - キティ・プライド - ストーム - ウルヴァリン - ローグ |

### ブラザーフッド・オブ・ミュータント
| - クイックシルバー - ドミノ | - アバランチ - トード | - ブロブ |

### アコライツ
| - マグニートー - ミスティーク - スカーレットウィッチ - ポラリス | - スキャナー - メレンキャンプ - Senyaka - クラインストックブラザーズ | - パイロ - ブリンク - マーキュリー - ジャガーノート |

### マローダーズ
| - ミスターシニスター - アークライト - アークエンジェル | - ブロックバスター - ハープーン | - マルチプルマン - ヴァーティゴ |

### ウェポンX
| - Dr. エイブラハム・コーネリウス - ソーントン教授 | - セイバートゥース - マーベリック | - X-23 |

### ヘルファイアクラブ
| - セバスチャン・ショウ - ハリー・レランド | - ドナルド・ピアース - セレーネ | - ステップフォード・カッコース - エマ・フロスト |

### 未来のX-メン
| - プロフェッサーX - バーサーカー - ビショップ - ドミノ | - ヘリオン - カルマ - マロウ - ポラリス | - Rover - ヴァニッシャー - ウルヴァリン - X-23 and duplicates |

### MRD/Project: Wideawake
| - ロバート・ケリー上院議員 - ウォーレン・ワージントン2世 - ボリヴァー・トラスク - センチネル | - マスター・モールド - Dr. Sybil Zane - モス将軍 | - Dr. カビタ・ラオ - エージェント・ハスケット - Dr. ピーターソン |

### その他のミュータント
| - アポカリプス - ブンブン - クリスティー・ノード - ダズラー - ダスト - フェラル - フィーバー・ピッチ - ファイアスター | - ガンビット - マグマ - ネットワーク - ナイトロ - ピクシー - サイロック - クィル - ロックスライド | - サウロン - シャドウキング - シャッター - シルバーサムライ - タールベビー - サンダーバード - ティルディ・ソメス - スキッドボーイ - ウルフスベイン |

### その他のキャラクター
| - モジョ - スパイラル - リーバース | - ニック・フューリー - ブルース・バナー/ハルク | - ウェンディゴ - マリコ・ヤシダ |

## キャスト
| - チャーリー・アドラー - モジョ - タマラ・ベルニエ - ミスティーク - キーレン・ヴァン・デン・ブリンク - ローグ - スティーヴン・ブルーム - ウルヴァリン、バニッシャー - クランシー・ブラウン - ミスター・シニスター - A.J. Buckley - トード - Susan Dalian - ストーム - グレイ・デライル - サイロック、スパイラル、ネットワーク - Alex Désert - ニック・フューリー - リチャード・ドイル - ロバート・ケリー上院議員 - Chris Edgerly - エージェント・ハスケット - クリスピン・フリーマン - マルチプルマン - ジェニファー・ヘイル - ジーン・グレイ - Kate Higgins - スカーレットウィッチ、ピクシー - マーク・ヒルドレス - クイックシルバー - マイケル・アイアンサイド - モス将軍 - ドミニク・ジェーンズ - スキッドボーイ - Danielle Judovits - シャドウキャット、ティルディ・ソアメス - トム・ケイン - マグニートー、Dr. エイブラハム・コーネリウス、ソーントン教授 - フィル・ラマール - ガンビット、ボリヴァー・トラスク | - ユーリ・ローエンタール - アイスマン - ピーター・ルーリー - セイバートゥース - ゲイブリエル・マン - ドクター・ブルース・バナー - フィル・モリス - ランディ - Liza del Mundo - ポラリス - ノーラン・ノース - サイクロップス、パイロ - Liam O'Brien - エンジェル、ナイトクローラー、ナイトロ - ケビン・マイケル・リチャードソン - シャドウキング、ビショップ - クリスタル・スケールス - ブンブン - ジェームズ・シー - ヤクザの首領 - ロジャー・クレイグ・スミス - フォージ、ヘリオン、カマル - スティーヴン・スタントン - ブロブ - タラ・ストロング - マロウ、ダスト - ジェームズ・パトリック・スチュアート - アバランチ - フレッド・タタショア - ビースト、ハルク - カリ・ウォールグレン - エマ・フロスト、マグマ, Dr. Sybil Zane, クリスティ・ノード - ジム・ワード - プロフェッサーX、ウォーレン・ワージントン2世、コロッサス - グウェンドリン・ヨー - ドミノ, ヴァーティゴ - キーオン・ヤング - シルバーサムライ |

## スタッフ
- スタン・リー - エグゼクティブ・プロデューサー
- エリック・S・ロールマン - エグゼクティブ・プロデューサー
- Steven E Gordon - 監督、キャラクターデザインアシスタント
- Jamie Simone - ボイスディレクター
- グレッグ・ジョンソン - 脚本
- クレイグ・カイル - 脚本

## 制作
シリーズは2007年4月に制作準備が行われ、初期のニュースでは2008年秋の放送が臆測されていた。 しかし、その臆測は外れ、マーベル毎季報告では番組はアメリカ合衆国では2009年4月に放送されることになった。USAトゥデイのウェブサイトの記事で2009年1月23日ニックトゥーンネットワークでの放送開始が特定された。1月23日、アメリカ合衆国で最初のエピソードが放映された。当日放送された2話は通常のNickelodeonで翌日曜の14〜15時の枠で再放送された。

## 発表日
プレスリリースではイギリスBBC2・2008年8月2日に第一話が初公開されるとされていた。しかし、放映はCBBCチャンネル2009年1月4日まで延期された。 当初毎週日曜日に新たなエピソードが放映されたが、2009年1月25日、CBBCは毎週日曜日に2話ずつ放映をはじめた。放送枠が変化し、エピソードはBBC iPlayerで放送語の限られた時間だけ視聴できた。2009年2月中旬いくつかの新しいエピソードが週末ではなくウィークデイに放送された。英国でのCBBCは2009年3月4日に『Breakdown』を放映し、カナダに追いついた。
2008年6月23日、主要なX-メンチームが登場するシリーズの第二のプレビューがリリースされ、2008年7月下旬のサンディエゴコミコンで公開された3部構成のパイロットエピソードの特別上映のアナウンスが行われた。
カナダではシリーズはYTVで2008年9月6日より土曜午後7時枠で放映が開始された。最近になって放送枠が土曜の朝のCrunchに変更され、午前11時30分から放送している。シリーズはカナダのアニメネットワークのテレトゥーンでも放送され、2009年1月11日午前10時に放送をスタートさせた。この時間枠はスペクタキュラー・スパイダーマンの直前にあたる。.
ブラジルおよびラテンアメリカではシリーズはジェティックス・ブラジルおよびジェティックス starting August 25 from Mondays to Thursdays at 4:30 PM.で放送されている。
2008年11月4日時点で、26話構成のセカンドシーズンが制作前段階に入っている事が明らかになっている。.

## 視聴率
ニックトゥーンとマーベルによって行われたシリーズへの大々的な宣伝のおかげでニックトゥーンネットワークの本番組の初回放映はニックトゥーン史上最高の視聴率を獲得した。ネットワークのこれまでで最高の500,000世帯以上が初回を視聴した。
- Hindsight, Part One - 436,000 viewers
- Hindsight, Part Two - 589,000 viewers

## DVDリリース
リベレーションエンターテイメントは2008年11月3日に英国でDVDを発売すると発表した。DVDは同社の英国支社が破産申請に入った為にキャンセルされた。米国支社が将来的に発売できるかどうかは不明である。新たな会社が放映権を獲得しており、2009年4月にE1エンターテイメントから発売される。
ブエナビスタホームエンターテイメント・メキシコは2008年秋までに最初の6話を収録したリージョン4のDVDの第一弾を発売すると発表している。
米国では2009年4月に最初の3話分を収録したDVDが発売される。DVDは『Heroes Return Trilogy』と題され、多くの特典が含まれる予定である。ボリューム2は7月に発売が予定されている。多くのファンから非難されているがシーズン全話が発売されるかどうかは不明である。
マグナホームエンターテイメントは、2009年5月6日にオーストラリアで第一シーズン全26話が発売されると発表している。限定版ではウルヴァリン型ケースが付属する。